# Hrušovany nad Jevišovkou
Hrušovany nad Jevišovkou là một thị trấn thuộc huyện Znojmo, vùng Jihomoravský, Cộng hòa Séc.